# 平溪天燈節
平溪天燈節是臺灣新北市平溪區在每年元宵節所舉辦的活動，而近年已發展為全臺知名的夜間活動民俗節慶，與台南鹽水蜂炮齊名，有兩大「南蜂炮，北天燈」之譽。

## 節慶由來

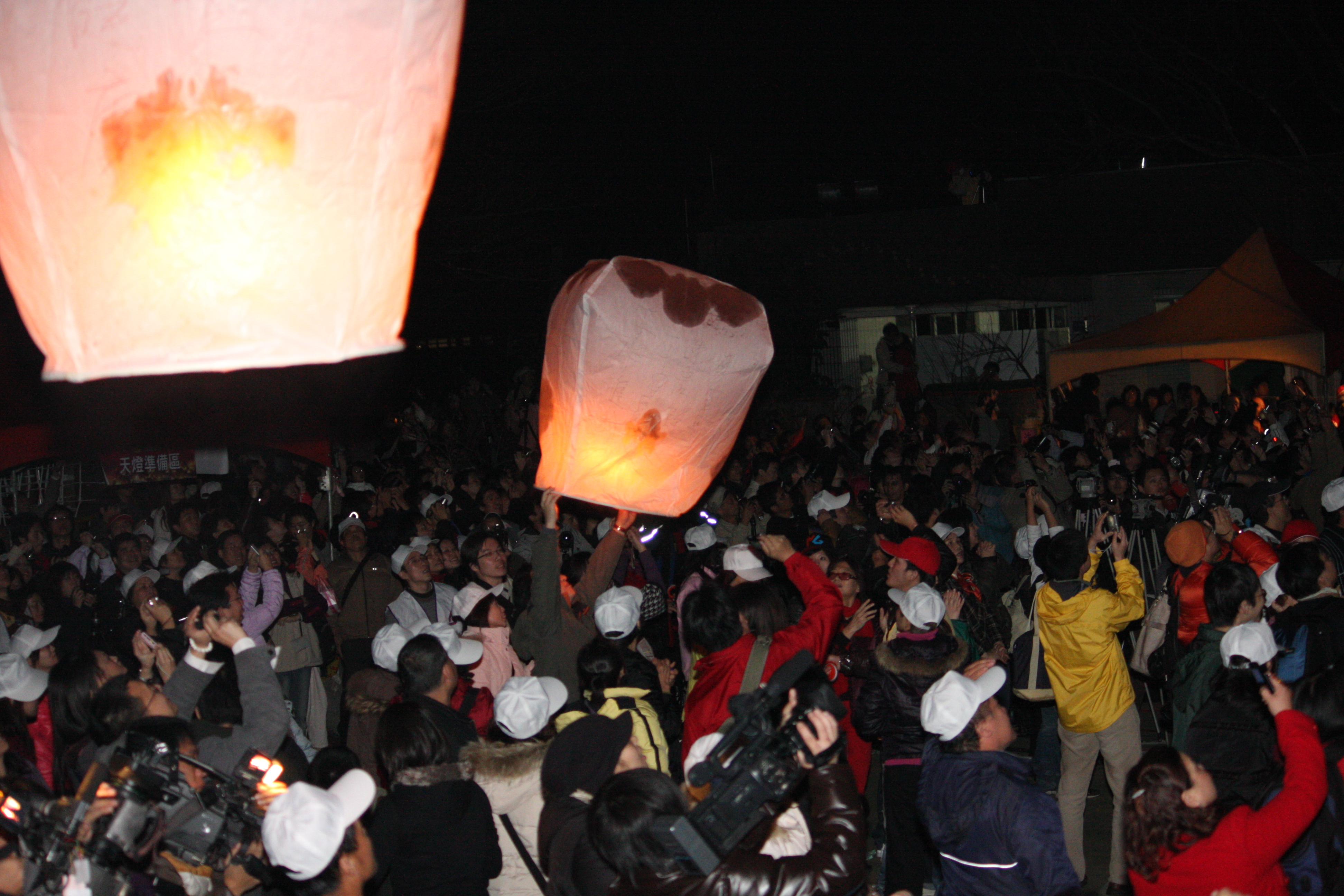
平溪天燈節

平溪區位在臺北盆地外圍偏遠山區，清朝道光年間經過辛勤開墾使當地成為富足的村落，宛如人間仙境。當時山區交通不發達，官府無法管轄，遂成為山賊覬覦之地。村民為保性命，在冬至過後，村民收成結束，即收拾家當遁入山區，一直到元宵才派人回村察看，確定安全後釋放天燈以報平安，此舉遂演變而成今日的平溪天燈節。
天燈節時，上萬天燈同時施放，更形壯觀。

## 事件
- 2013年12月8日：入選全球14大[註 1]「死前必遊」節慶。[1][2]
- 2021年1月19日：因應2019冠狀病毒病臺灣疫情影響，宣佈延期舉辦。
- 2021年2月26日:  經新北市觀旅局確認，將以相同規模延至暑假舉辦。